# Cernotina flexuosa
Cernotina flexuosa is een schietmot uit de familie Polycentropodidae. De soort komt voor in het Neotropisch gebied.